# ジュネーヴ音楽院の人物一覧
ジュネーヴ音楽院の人物一覧は、ジュネーヴ音楽院に関係する人物の一覧記事。

## 著名な教職員

### 器楽奏者
- 今井信子
- ジョゼ・ヴィアナ・ダ・モッタ
- ヨゼフ・シゲティ
- ミシェル・シュヴァルベ
- ベルンハルト・シュターフェンハーゲン
- ニキタ・マガロフ
- アンリ・マルトー
- ペーター・リバール

### 声楽家
- ウルスラ・ブッケル

### 作曲家
- テオ・イザイ
- ミカエル・ジャレル
- エミール・ジャック＝ダルクローズ

### その他
- ミシェル・コルボ

## 卒業生

### 器楽演奏家
- 河江優
- 清水和音
- イングリット・ヘブラー

### 声楽家
- フェルナンド・コレーナ

### 作曲家
- 貴志康一
- 酒井健治
- ミカエル・ジャレル
- ウラディーミル・ペスキン
- フランク・マルタン
- ジェマル・レシット・レイ

### その他
- エドゥアール・ヴァン・ルモーテル